# Salon Odrzuconych

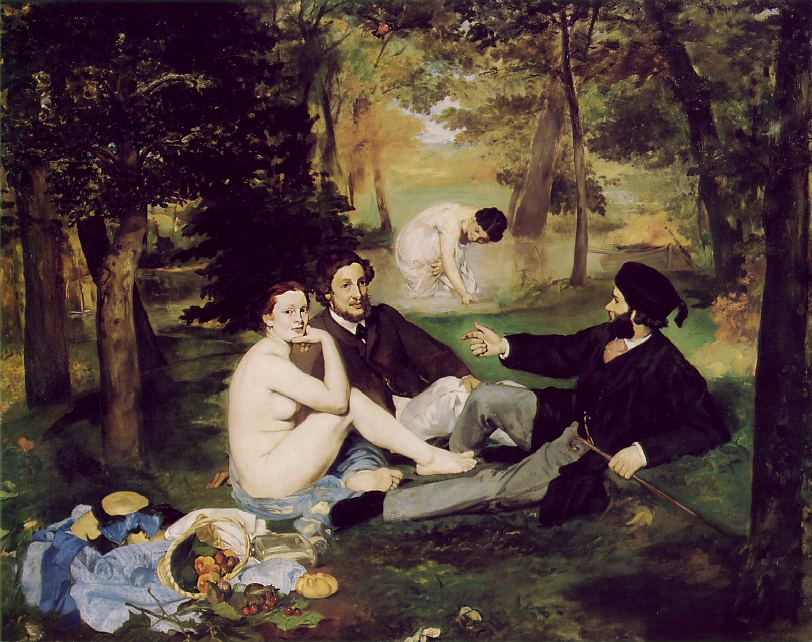
Édouard Manet, Śniadanie na trawie, 1862-63

James McNeill Whistler, Symfonia w bieli nr 1: dziewczyna w bieli, 1862

Salon Odrzuconych (fr. Salon des Refusés) – wystawa dzieł odrzuconych przez jury paryskiego salonu, zorganizowana na polecenie Napoleona III w 1863 roku w Paryżu. Wystawę otwarto 15 maja 1863.

## Historia
Paryski salon w XIX wieku miał monopol na wystawianie dzieł; niemożliwa była kariera artystyczna bez wcześniejszego zaprezentowania dorobku na salonie. O zaprezentowaniu dzieł na salonie decydowało jury, które wobec stale rosnącej ich liczby (w 1801 wystawiono 485 obrazów, w 1806 – 707, w 1848 – 5180) musiało także odrzucać ich coraz więcej.
Od XVIII wieku obrazy kwalifikowano wg akademickiej hierarchii tematów. Akademizm jako najważniejsze postrzegał tematy historyczne, następnie portrety, pejzaże, sceny rodzajowe i na końcu martwe natury.
W połowie XIX wieku Jury Salonu było bardzo konserwatywne, m.in. pod wpływem przewodniczącego, hrabiego Émiliena de Nieuwerkerke, który kierował paryską Akademią Sztuk Pięknych.
W 1851 Gustaw Courbet wystawił na Salonie Pogrzeb w Ornans. Rok później pokazano Kąpiące się, wywołując skandal wśród krytyki i publiczności. W 1855 Salon odmówił wystawienia obrazów Courbeta, który zareagował na to organizacją własnego pawilonu wystawienniczego nazwanego Realizm (Le Réalisme).
W 1863 liczba dzieł nieprzyjętych na salon sięgała 3000 albo nawet 4000. Édouard Manet i Gustave Doré złożyli w tej sprawie do ministerstwa list protestacyjny. Dowiedział się o tym Napoleon III, a następnie po obejrzeniu odrzuconych obrazów polecił pokazać je na odrębnej wystawie, nazwanej wówczas Salonem Dodatkowym:
Liczne reklamacje zostały przedłożone Cesarzowi w związku z dziełami odrzuconymi przez jury Salonu. Jego Cesarska Mość, pragnąc żeby publiczność oceniła słuszność tych reklamacji, postanowił, że dzieła artystów odrzuconych zostaną pokazane w innej części Palais de l’Industrie. Artyści, którzy nie chcą brać udziału w tej wystawie, będą mogli wycofać swoje prace po zawiadomieniu administracji. Wystawa zostanie otwarta 15 maja. Prace można wycofać do 7 maja; po upływie tego terminu zostaną one umieszczone w salach wystawowych.
Wystawa ta odbyła się 15 dni po oficjalnym salonie w tym samym budynku: Palais de l’Industrie w Paryżu. Pokazano łącznie 1200 obrazów 380 autorów. Wśród nich były płótna Paula Cézanne’a, Edwarda Maneta (w tym Śniadanie na trawie), Johana Bartholda Jongkinda, Armanda Guillaumina, Henri Fantin-Latoura, Camille Pissarra iSymfonia w bieli Jamesa McNeilla Whistlera. Frekwencja na Salonie Odrzuconych równała się z tą na salonie oficjalnym; jednak Salon Odrzuconych, pozbawiony powagi oficjalnego salonu, stał się miejscem odwiedzanym przez szukający rozrywki tłum i okazją do prymitywnego szydzenia z artystów i ich dzieł. Ukazało się wiele artykułów prasowych krytykujących wystawę, ale były także głosy przychylne. Paul Mantz w "Gazette des beaux-arts" uznał Salon Odrzuconych za przywrócenie wolności sztukom.